# Le Thuit-Signol
Le Thuit-Signol település Franciaországban, Eure megyében. Lakosainak száma 2463 fő (2018. január 1.).

## Népesség
A település népességének változása:
| Lakosok száma | 532  | 602  | 1175 | 1649 | 1766 | 2126 | 2273 | 3617 | 2429 | 2463 |
|               | 1962 | 1968 | 1975 | 1990 | 1999 | 2008 | 2013 | 2016 | 2017 | 2018 |